# Nebulosa Laguna
La Nebulosa Laguna (anche nota come M 8, o NGC 6523) è una nebulosa diffusa visibile nella costellazione del Sagittario; fu scoperta da Giovan Battista Hodierna nel 1654.
Si tratta di una delle regioni H II più brillanti della volta celeste ed è visibile anche ad occhio nudo sotto cieli abbastanza limpidi e bui.

## Osservazione

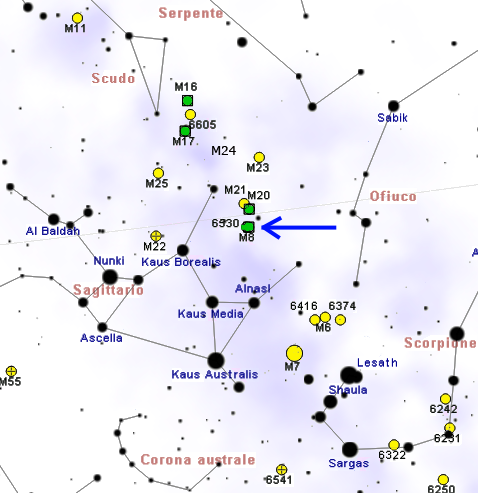
Mappa per individuare la Nebulosa Laguna.

La Nebulosa Laguna si individua con facilità anche ad occhio nudo in nottate particolarmente limpide; la sua posizione è facile da reperire, trovandosi circa 7° a nord della stella γ Sagittarii (Al Nasl), che rappresenta la punta della freccia del Sagittario. La regione che la ospita è ricchissima di stelle di fondo e il chiarore della Via Lattea è molto intenso, a causa della vicinanza del nucleo; un binocolo 10x50 è in grado di mostrare diversi particolari: appare come una macchia estesa e opaca, un po' allungata in senso est-ovest e circondata da diverse stelle. Un telescopio da 120-140mm consente di notare ulteriori particolari, come variazioni di intensità della luminosità, e anche diverse delle stelle associate; con strumenti da 200mm è visibile un gran numero di dettagli secondari.
La Nebulosa Laguna può essere osservata con discreta facilità da gran parte delle aree popolate della Terra, grazie al fatto che è situata a una declinazione non eccessivamente australe: in alcune aree del Nord Europa e del Canada, nei pressi del circolo polare artico, la sua visibilità è comunque impossibile, mentre nell'Europa centrale appare molto bassa; dall'emisfero sud la nebulosa è ben visibile alto nelle notti dell'inverno australe e all'altezza del Tropico del Capricorno può vedersi quasi perfettamente allo zenit. Il periodo migliore per la sua osservazione nel cielo serale è quello compreso fra giugno e ottobre.
La nebulosa si trova a breve distanza dall'eclittica ( a meno di un grado) e perciò non sono infrequenti i casi di occultazione da parte dei vari corpi del sistema solare.

## Storia delle osservazioni
Guillaume Le Gentil fu il primo a riconoscere quest'oggetto come non stellare nel 1747; pochi anni dopo, nel 1764, Charles Messier ne fornisce la prima descrizione completa: "Ho pure determinato, sempre la stessa notte, la posizione di un piccolo ammasso di stelle che si osserva sotto forma di nebulosa osservandolo con un rifrattore non acromatico di 3 piedi; con un migliore strumento compare una grande quantità di piccole stelle: nei pressi di questo ammasso si trova una stella abbastanza brillante che è circondata da una luce molto debole: è la nona stella di Sagittarius, di settima magnitudine, secondo il catalogo di Flamsteed; l'ammasso appare allungato da Nord-Est a Sud-Ovest. La sua posizione è stata trovata al transito meridiano per comparazione con delta Sagittarii; aveva ascensione retta di 267°29'30" e declinazione australe di 24°21'10". Può estendersi da Nord-Est a Sud-Ovest per circa 30'." William Herschel e John Herschel osservarono ripetutamente questa nebulosa, descrivendola come un'estesa nebulosità ricca di chiaroscuri e divisibile in due parti, con attorno un gran numero di stelle; il primo a segnalare che la nebulosa era in realtà visibile anche ad occhio nudo fu il pastore Webb, ben dopo i due Herschel.

## Caratteristiche

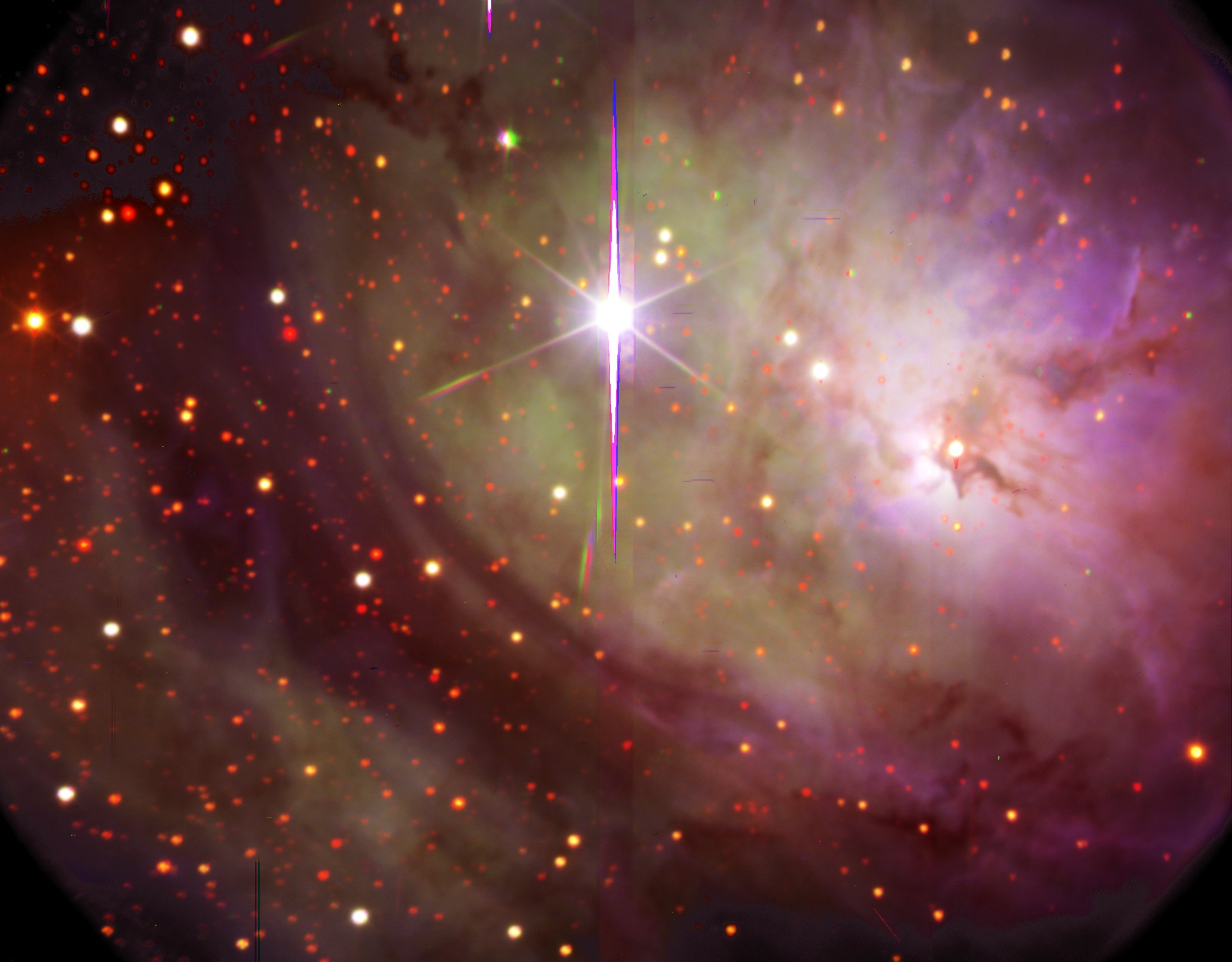
Regioni centrali della Nebulosa Laguna, che mostra a destra la "nebulosa clessidra".

La Nebulosa Laguna appartiene al braccio di spirale galattico immediatamente più interno rispetto al nostro, il Braccio del Sagittario; dista circa 4100 anni luce dalla Terra ed è sede di alcuni oggetti e fenomeni astronomici interessanti, come ammassi aperti (vedi NGC 6530), regioni di formazione stellare, nebulose oscure, giovani stelle, gas caldi. Il nome "laguna" deriva dalla nube di polvere visibile ad est dell'ammasso aperto centrale.
La Nebulosa Laguna si estende nel cielo per 90'x40', che ad una distanza di 4100 anni luce equivalgono a 110x50 anni luce di estensione; al suo interno si osservano diversi globuli di Bok, ossia nubi di materiale protostellare collassato; i più notevoli di questi sono stati catalogati dal Barnard come B88, B89 e B296.
La nebulosa contiene anche una struttura nota come "Nebulosa Clessidra" (nome datole da John Herschel), che però non è da confondere con la omonima nebulosa planetaria, nella costellazione della Mosca. Nel 2006 sono stati scoperti all'interno della "clessidra" i primi quattro oggetti di Herbig-Haro, fra i quali spicca HH 870: questa scoperta fornisce la prova che nella regione sono attivi e persistenti i fenomeni di formazione stellare.

## Bibliografia

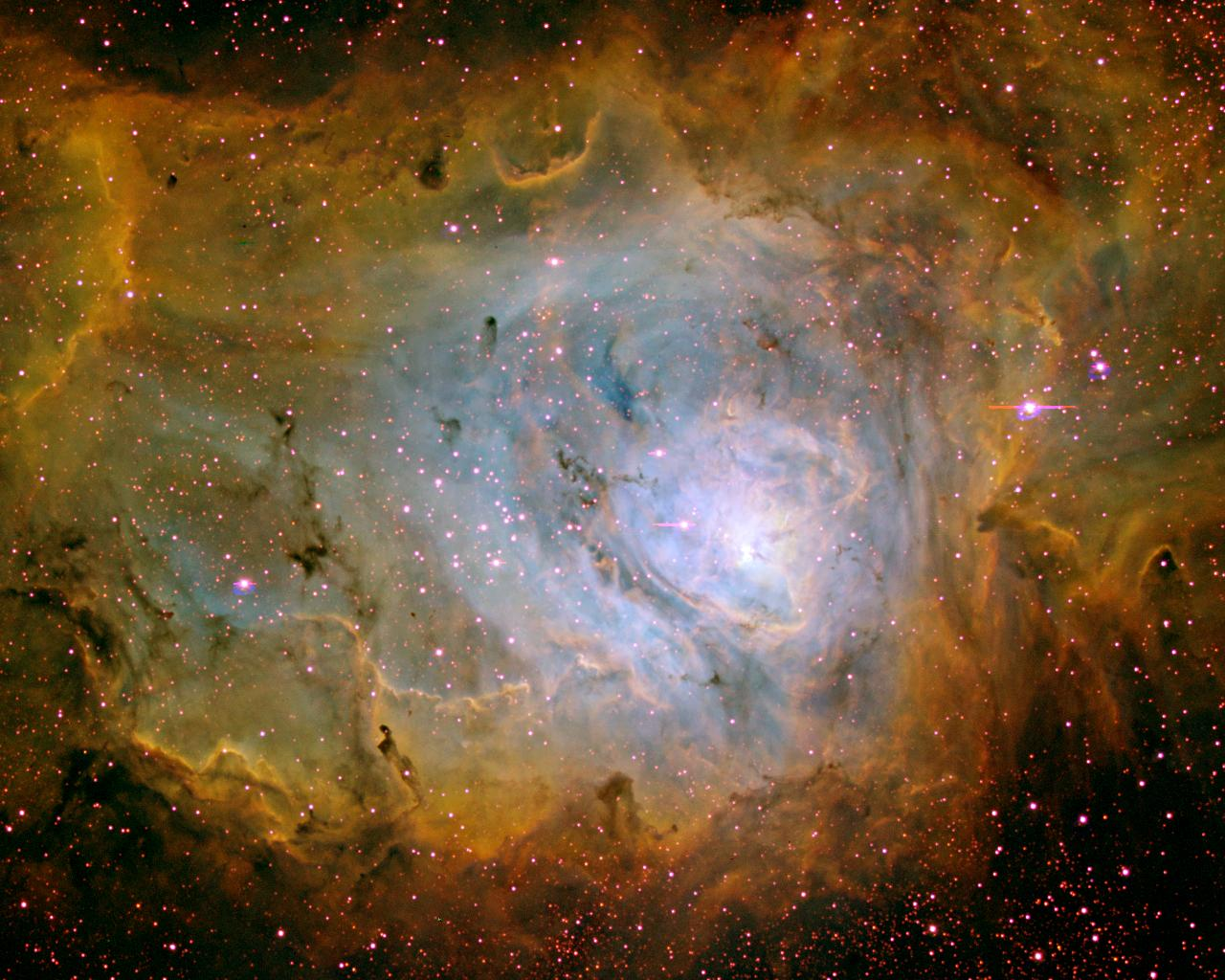
Immagine della Nebulosa Laguna ottenuta combinando 3 immagini con diversi filtri: luce blu (ossigeno), luce rossa (zolfo), luce verde (idrogeno)

### Libri
- (EN) Stephen James O'Meara, Deep Sky Companions: The Messier Objects, Cambridge University Press, 1998, ISBN 0-521-55332-6.

### Carte celesti
- Toshimi Taki, Taki's 8.5 Magnitude Star Atlas, su geocities.jp, 2005. URL consultato il 7 novembre 2010 (archiviato dall'url originale il 5 novembre 2018). - Atlante celeste liberamente scaricabile in formato PDF.
- Tirion, Rappaport, Lovi, Uranometria 2000.0 - Volume II - The Southern Hemisphere to +6°, Richmond, Virginia, USA, Willmann-Bell, inc., 1987, ISBN 0-943396-15-8.
- Tirion, Sinnott, Sky Atlas 2000.0 - Second Edition, Cambridge, USA, Cambridge University Press, 1998, ISBN 0-933346-90-5.
- Tirion, The Cambridge Star Atlas 2000.0, 3ª ed., Cambridge, USA, Cambridge University Press, 2001, ISBN 0-521-80084-6.